# Zevenheuvelenloop 1999
De Zevenheuvelenloop 1999 vond plaats op zondag 24 mei 1999 in Nijmegen. Het was de zestiende editie van deze loop over 15 km.
De wedstrijd werd bij de mannen gewonnen door de Belg Mohammed Mourhit in 43.30. Hij had op de finish slechts een seconde voorsprong op de Ethiopiër Worku Bikila en de Keniaan Shem Kororia, die beiden in 43.31 over de finish kwamen. Bij de vrouwen wist de Russische Ljoebov Morgoenova de wedstrijd naar zich toe te trekken en als eerste te finishen in 49.45.
Voor het evenement schreven 9198 lopers zich in, waarvan er 8412 finishten.

## Uitslagen

### Mannen
| rang   | naam                 | land | tijd  |
| ------ | -------------------- | ---- | ----- |
| Goud   | Mohammed Mourhit     | BEL  | 43.30 |
| Zilver | Worku Bikila         | ETH  | 43.31 |
| Brons  | Shem Kororia         | KEN  | 43.31 |
| 4      | Shadrack Hoff        | RSA  | 43.37 |
| 5      | Marco Gielen         | NED  | 43.38 |
| 6      | Greg van Hest        | NED  | 44.03 |
| 7      | Albert Okemwa        | KEN  | 44.15 |
| 8      | Guy Fays             | BEL  | 44.18 |
| 9      | Kennedy Kiragu       | KEN  | 44.22 |
| 10     | Aiduna Aitnafa       | NED  | 44.26 |
| 11     | Paul Evans           | ENG  | 44.26 |
| 12     | Belaye Gebreselasie  | ETH  | 45.03 |
| 13     | Tesfaye Tafa         | ETH  | 45.06 |
| 14     | Koen Van Rie         | BEL  | 45.16 |
| 15     | Josphat Machuka      | KEN  | 45.31 |
| 16     | Marcel Versteeg      | NED  | 45.39 |
| 17     | Marc Vanderstraeten  | BEL  | 45.53 |
| 18     | Toon Heeren          | NED  | 46.02 |
| 19     | Jeroen van Damme     | NED  | 46.06 |
| 20     | Peter van der Velden | NED  | 46.26 |

### Vrouwen
| rang   | naam                    | land | tijd  |
| ------ | ----------------------- | ---- | ----- |
| Goud   | Ljoebov Morgoenova      | RUS  | 49.45 |
| Zilver | Wilma van Onna          | NED  | 50.19 |
| Brons  | Catherina McKiernan     | IRL  | 50.59 |
| 4      | Magdalena Chemjor       | KEN  | 51.03 |
| 5      | Gitte Karlshøj          | DEN  | 51.05 |
| 6      | Marleen Renders         | BEL  | 51.09 |
| 7      | Sonja Deckers           | BEL  | 53.04 |
| 8      | Vivian Ruijters         | NED  | 54.07 |
| 9      | Barbara Kamp            | NED  | 54.33 |
| 10     | Connie van den Ouweland | NED  | 54.54 |
| 11     | Anne van Schuppen       | NED  | 55.09 |
| 12     | Erika Souverijn         | NED  | 55.10 |
| 13     | Mieke Pullen            | NED  | 55.12 |
| 14     | Monique Seffinga        | NED  | 56.23 |
| 15     | Jacqueline Rustidge     | NED  | 56.27 |

1984 ·
1985 ·
1986 ·
1987 ·
1988 ·
1989 ·
1990 ·
1991 ·
1992 ·
1993 ·
1994 ·
1995 ·
1996 ·
1997 ·
1998 ·
1999 ·
2000 ·
2001 ·
2002 ·
2003 ·
2004 ·
2005 ·
2006 ·
2007 ·
2008 ·
2009 ·
2010 ·
2011 ·
2012 ·
2013 ·
2014 ·
2015 ·
2016 ·
2017 ·
2018 ·
2019 ·
2022